# Gimnastică la Jocurile Olimpice de vară din 1992

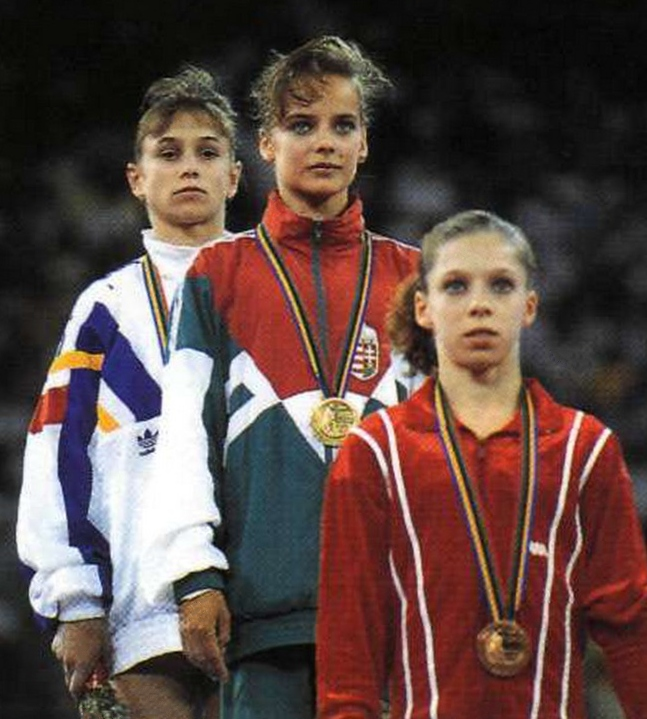
Lavinia Miloșovici (la stânga) a câștigat patru medalii, dintre care două de aur

Două discipline de gimnastică s-au desfășurat la Jocurile Olimpice de vară din 1992: gimnastică artistică și gimnastică ritmică. Probele de gimnastică artistică au avut loc la Palau Sant Jordi, iar cele de gimnastică ritmică la Palau dels Esports de Barcelona între 26 iulie și 8 august 1992.

## Medaliați

### Gimnastică artistică

#### Masculin
| Probă                     | Aur | Argint                                                                                 | Bronz |
| Echipe compus detalii     | Echipa Unificată (EUN) · Valeri Belenki · Ihor Korobciînskîi · Hrihori Misiutin · Vitali Șcerbo · Rustam Șaripov · Aleksei Voropaev | China (CHN) · Guo Linyao · Li Chunyang · Li Dashuang · Li Ge · Li Jing · Li Xiaoshuang | Japonia (JPN) · Yutaka Aihara · Takashi Chinen · Yoshiaki Hatakeda · Yukio Iketani · Masayuki Matsunaga · Daisuke Nishikawa |
| Individual compus detalii | Vitali Șcerbo (EUN) | Hrihori Misiutin (EUN)                                                                 | Valeri Belenki (EUN) |
| Sol detalii               | Li Xiaoshuang (CHN) | Yukio Iketani (JPN) Hrihori Misiutin (EUN)                                             | |
| Cal cu mânere detalii     | Vitali Șcerbo (EUN) Pae Gil-Su (PRK)                                                                                                |                                                                                        | Andreas Wecker (GER) |
| Inele detalii             | Vitali Șcerbo (EUN) | Li Jing (CHN)                                                                          | Andreas Wecker (GER) Li Xiaoshuang (CHN)                                                                                    |
| Sărituri detalii          | Vitali Șcerbo (EUN) | Hrihori Misiutin (EUN)                                                                 | Yoo Ok-Ryul (KOR) |
| Paralele detalii          | Vitali Șcerbo (EUN) | Li Jing (CHN)                                                                          | Ihor Korobciînskîi (EUN) Guo Linyao (CHN) Masayuki Matsunaga (JPN)                                                          |
| Bară detalii              | Trent Dimas (USA) | Hrihori Misiutin (EUN) Andreas Wecker (GER)                                            | |

#### Feminin
| Probă                     | Aur | Argint | Bronz |
| Echipe compus detalii     | Echipa Unificată (EUN) · Sveatlana Bahinskaia · Oksana Chusovitina · Rozalia Galieva · Elena Grudneva · Tatiana Guțu · Tatiana Lysenko | România (ROM) · Cristina Bontaș · Gina Gogean · Vanda Hădărean · Lavinia Miloșovici · Maria Neculiță · Mirela Pașca | Statele Unite ale Americii (USA) · Wendy Bruce · Dominique Dawes · Shannon Miller · Betty Okino · Kerri Strug · Kim Zmeskal |
| Individual compus detalii | Tatiana Guțu (EUN) | Shannon Miller (USA)                                                                                                | Lavinia Miloșovici (ROM) |
| Sărituri detalii          | Lavinia Miloșovici (ROM) Henrietta Ónodi (HUN)                                                                                         | | Tatiana Lysenko (EUN) |
| Paralele inegale detalii  | Lu Li (CHN) | Tatiana Guțu (EUN)                                                                                                  | Shannon Miller (USA) |
| Bârnă detalii             | Tatiana Lysenko (EUN) | Lu Li (CHN) Shannon Miller (USA)                                                                                    | |
| Sol detalii               | Lavinia Miloșovici (ROM) | Henrietta Ónodi (HUN)                                                                                               | Cristina Bontaș (ROM) Shannon Miller (USA) Tatiana Guțu (EUN)                                                               |

### Gimnastică ritmică
| Probă                             | Aur                        | Argint                 | Bronz                 |
| Individual compus feminin detalii | Oleksandra Tîmoșenko (EUN) | Carolina Pascual (ESP) | Oksana Skaldina (EUN) |

## Clasament pe medalii
| Loc   | Țară                       | Aur | Argint | Bronz | Total |
| ----- | -------------------------- | --- | ------ | ----- | ----- |
| 1     | Echipa Unificată           | 10  | 5      | 5     | 20    |
| 2     | China                      | 2   | 4      | 2     | 8     |
| 3     | România                    | 2   | 1      | 2     | 5     |
| 4     | Statele Unite ale Americii | 1   | 2      | 3     | 6     |
| 5     | Ungaria                    | 1   | 1      | 0     | 2     |
| 6     | Coreea de Nord             | 1   | 0      | 0     | 1     |
| 7     | Germania                   | 0   | 1      | 2     | 3     |
| 7     | Japonia                    | 0   | 1      | 2     | 3     |
| 9     | Spania                     | 0   | 1      | 0     | 1     |
| 10    | Coreea de Sud              | 0   | 0      | 1     | 1     |
| Total | Total                      | 17  | 16     | 17    | 50    |